# Zephyranthes miradorensis
Zephyranthes miradorensis là một loài thực vật có hoa trong họ Amaryllidaceae. Loài này được (Kraenzl.) Espejo & López-Ferr. mô tả khoa học đầu tiên năm 2002.